# Нежданий гість
Нежданий гість (рос. Нежданный гость) — радянський художній фільм 1972 року, знятий на кіностудії «Мосфільм».

## Сюжет
Ольга Петрівна пам'ятала свого чоловіка боязким, нерішучим, непристосованим до життя. Але приїхавши після війни в Москву солдат Слєпцов здивував її розповідями про свого загиблого командира Нечаєва, про його героїзм і відчайдушну сміливість. І дружина Нечаєва раптом зрозуміла, що за багато років спільного життя так і не дізналася про чоловіка…

## У ролях
- Аліна Покровська — Ольга Петрівна
- Андрій Мягков — Нечаєв Віталій Миколайович
- Іван Лапиков — Слєпцов
- Володимир Таусон — Юра
- Борис Толмазов — Василь Григорович Захарченко, генерал
- Євген Лазарев — Ростислав Іванович
- Людмила Антонюк — Нечаєва, мати Віталія
- Тетяна Шеліга — Паша
- Віктор Шульгін — генерал
- Віктор Уральський — Черепанов, солдат
- Микола Васильєв — епізод
- Сергій Золотов — епізод
- Вадим Вітчинкін — епізод
- Анатолій Голик — солдат-фотограф
- Валерій Головненков — Костя, поранений
- Галина Іванова — епізод
- Ольга Гаспарова — вчителька
- Сергій Кокорін — епізод
- Анастасій Смоленський — парторг
- Віктор Волков — офіцер, супроводжуючий генерала
- Євген Жуков — гість
- Євген Марков — офіцер на партзборах

## Знімальна група
- Режисер-постановник — Володимир Монахов
- Сценаристи — Володимир Железников, Олексій Леонтьєв
- Оператори — Володимир Монахов, Ігор Богданов
- Художник — Юрій Ракша